# Relations entre l'Islande et l'Union européenne
Les relations entre l'Islande et l'Union européenne remontent aux premières négociations visant à établir l'espace économique européen.

## Historique

### Relations avant la demande d'adhésion
L'Islande est indépendante du Danemark depuis le 17 juin 1944, date à laquelle la République fut proclamée. De fait, elle a toujours semblé réticente aux politiques d'intégration européenne, dont la Communauté économique européenne. Elle a cependant participé dès 1970 à l'Association européenne de libre-échange (AELE).
En janvier 1989, Jacques Delors, alors président de la Commission européenne, propose que les Douze membres de la CEE d'alors et les Sept membres de l'AELE négocient pour établir un espace économique commun fondé sur les quatre libertés. Cette proposition vise à renforcer la coopération entre les deux ensembles sans pour autant que les États de l'AELE n'adhèrent à la CEE, dont ils contestaient le caractère supranational.
Cet espace économique européen a permis de diminuer les craintes des souverainistes islandais tout en permettant une hausse des échanges économiques. En 2005, l'Union fournissait 69 % des importations islandaises et représente 77 % de ses ventes.

### Demande d'adhésion
La lettre de candidature est datée du 16 juillet 2009. Le 17 juillet 2009, la candidature islandaise à l'UE fut remise au gouvernement suédois, lequel était chargé de la présidence du Conseil de l'Union européenne, par l'ambassadeur d'Islande à Stockholm. La demande fut de nouveau remise au ministre des Affaires étrangères suédois lors d'une cérémonie à Stockholm le 23 juillet 2009.

« The Government of Iceland has the honour to present hereby, in conformity with Article 49 of the Treaty on European Union, the application of the Republic of Iceland for membership of the European Union. »

— Jóhanna Sigurðardóttir, demande officielle d'adhésion de l'Islande à l'Union européenne
Celle-ci fut reconnue par le Conseil de l'Union européenne le 27 juillet de cette même année.
Le 12 mars 2015, l'Islande annonce le retrait de sa candidature à l'entrée dans l'Union européenne.

### Relations depuis le gel des négociations et possible reprise
Le 10 janvier 2017, une coalition composée des partis de l'Indépendance, Avenir radieux et Viðreisn est formée à la suite des élections législatives d'octobre 2016. Composée de deux partis souhaitant l’adhésion de l'Islande à l'Union (Avenir radieux et Viðreisn) et d'un parti s'y opposant (le parti de l’Indépendance), l'accord de coalition prévoit la tenue d'un référendum sur l'adhésion à l’Union européenne.
En décembre 2024, le gouvernement annonce la tenue d'un referendum d'ici 2027.

## Sources

### Biographie
- « Islande : la politique européenne », sur BiblioMonde
- (en) Jóhanna Sigurðardóttir et Össur Skarpheðinsson, Lettre de candidature de la République d'Islande, Reykjavik, 16 juillet 2009 (lire en ligne)
- (en) « Application sent to Stockholm for Iceland to join the EU », IceNews,‎ 17 juillet 2009 (lire en ligne, consulté le 28 septembre 2010)
- (en) « Iceland submits EU membership bid », BBC News,‎ 23 juillet 2009 (lire en ligne, consulté le 28 septembre 2010)
- « Les ministres de l'UE ont pris acte de la demande d'adhésion de l'Islande », sur le site du Conseil de l'Union européenne (consulté le 28 septembre 2010)
- (en) Cynthia Kroet, « Iceland’s center right agree on coalition, pledge EU referendum », Politico,‎ 10 janvier 2017 (lire en ligne)

## Compléments